# Pala di Fiesole
Oltarna slika Devica in otrok s svetniki v Fiesolu (italijansko Pala di Fiesole) je slika italijanskega zgodnjerenesančnega mojstra Fra Angelica, izdelana okoli 1424–1425. Nahaja se v samostanu San Domenico, Fiesole, v srednji Italiji. Ozadje je leta 1501 prebarval Lorenzo di Credi.

## Zgodovina
Oltarna slika je med najzgodnejšimi znanimi deli Fra Angelica. Prvotno je bila naročena za veliki oltar v samostanski cerkvi, kasneje pa je bila preseljena v stranski oltar, kjer je vidna trenutno.
Leta 1501 je Lorenzo di Credi prebarval ozadje, ki je bilo verjetno pozlačeno, s sodobnejšo pokrajino s prestolom z baldahinom, trompe l'oeil reliefi in dvema pokrajinama med stebri. Ob tej priložnosti so bili odpravljeni tudi gotski vrhovi.

## Opis
Delo je Maestà, Marija na prestolu, tema, ki je bila takrat posebej modna v florentinski umetnosti. Osrednjo skupino z Marijo in otrokom obdaja osem angelov, upodobljenih v manjši velikosti. Ob strani so svetniki Tomaž Akvinski, Barnaba, Dominik in Peter Veronski: to so bili trije svetniki dominikanskega reda (isti je lastnik samostana) in soimenjak Barnaba degli Agli, Firenčan, ki je daroval 6000 florinov za obnovo in širitev samostana.
Goli otrok je prikazan, ko prime dve roži: belo vrtnico, simbol čistosti in rdečo, napoved njegovega prihodnjega pasijona, povezano z evharistijo: plošča je bila v resnici poslikana za glavni oltar cerkve, kjer poteka obhajanje tega zakramenta.
Sestava spominja na Masacciov triptih San Giovenale (1422). Shema je podobna tudi kartonu Marijino vnebovzetje Lorenza Ghibertija za okna na fasadi Firenške stolnice (1404–1405). Je tudi eden najstarejših poliptihov, v katerem so figure v isti poslikani površini, ne da bi bile razdeljene na različne predelke.
Elementi, kot so manj razvita perspektiva in tlaki s ploščicami (najdemo jih tudi v anonimnem florentinskem triptihu iz leta 1419 in oltarni del Angelica v San Gimignanu), so privedli do podatkov približno tri leta pred njegovim triptihom San Pietro Martire, kar je dokumentirano iz 1428.
Delo je imelo predelo, ki je zdaj v Narodni galeriji v Londonu in prikazuje Poklon svetnikov, Preroke in člane dominikanskega reda. V slednjem je tudi tondo s svetim Romulom, ki se le morda nahajal nad poliptihom. Stranske stebre je krasilo deset majhnih plošč s svetniki in blagoslovljenimi, od katerih so danes znani štirje: dva sta v Musée Condé v Chantillyju in dva v zasebnih zbirkah.
Predela oltarne slike v Fiesolu